# Неон-22
Неон-22 (нео́н два́дцать два) — стабильный нуклид химического элемента неона с атомным номером 10 и массовым числом 22. Изотопная распространённость неона-22 в природе составляет 9,25 %. Был открыт Ф. Астоном в 1919 году.

## Образование
Образуется в результате β−-распада нуклида 22F (период полураспада 4,23(4) с, выделяемая энергия 10818(12) кэВ) и β+-распада нуклида 22Na (период полураспада 2,6019(4) года, выделяемая энергия 2842,3(4) кэВ):
22
9F → 22
10Ne + e− + νe
22
9F → 22
10Ne + e− + νe
22
11Na + e+ → 22
10Ne + νe
Зафиксирована также малопродуктивная реакция образования неона-22 при захвате альфа-частиц ядрами фтора 19F:
19
9F + 4
2He → 22
10Ne + 1
1H